# 佩列羅斯列
50°7′48″N 26°23′12″E / 50.13000°N 26.38667°E
佩列羅斯列（烏克蘭語：Переросле），是烏克蘭西部的村莊，隸屬赫梅利尼茨基州的舍佩蒂夫卡區。該村面積0.19平方公里，海拔高度288米，2001年人口535。